# ハイシバ属
ハイシバ属（ハイシバぞく、Lepturus）はイネ科の草本の1群。インド洋から太平洋の海岸に知られるもので、円柱状の花序を生じ、小穂には柄がなく花序の主軸の凹みに納まる。

## 特徴
小型の草本で1年生または多年生。草の質は硬い。匍匐茎を出す。花序は茎の先端に生じ、円柱形をしている。小穂には柄がなく、互生する。花序の主軸は節に分かれ、その部分で離脱する。花序の主軸には凹みがあり、小穂はそこに納まる。小穂には小花が1個ないし2個あるが、多くの場合に上方のものは退化的になっている。第1包頴は退化しており、第2包頴は小穂の外側に位置しており、小花より長くて硬く、5～9本の脈があり、小花を覆う形になる。護頴は薄膜質で細い脈が3本ある。

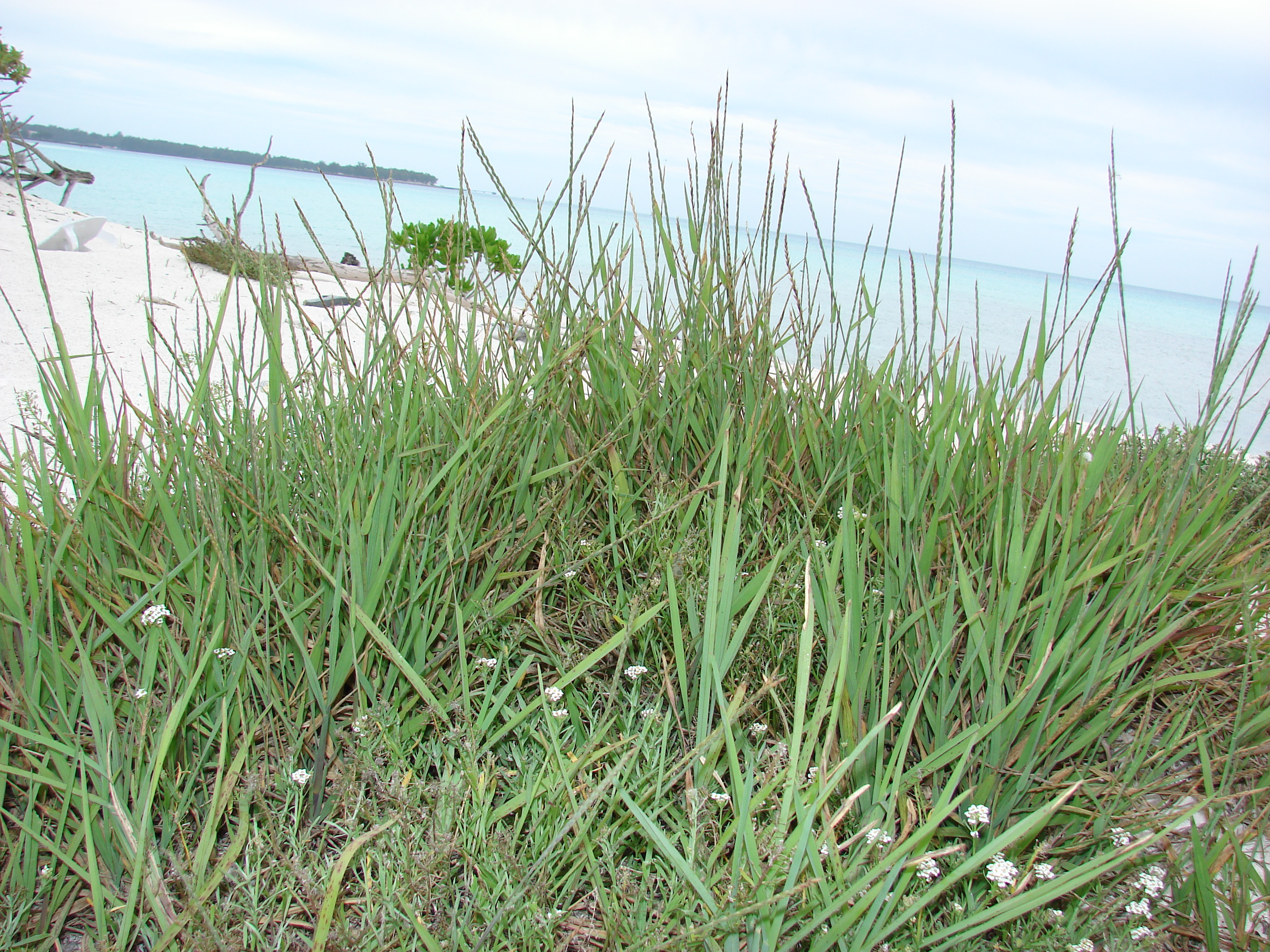
ハイシバ、砂浜に生育している様子
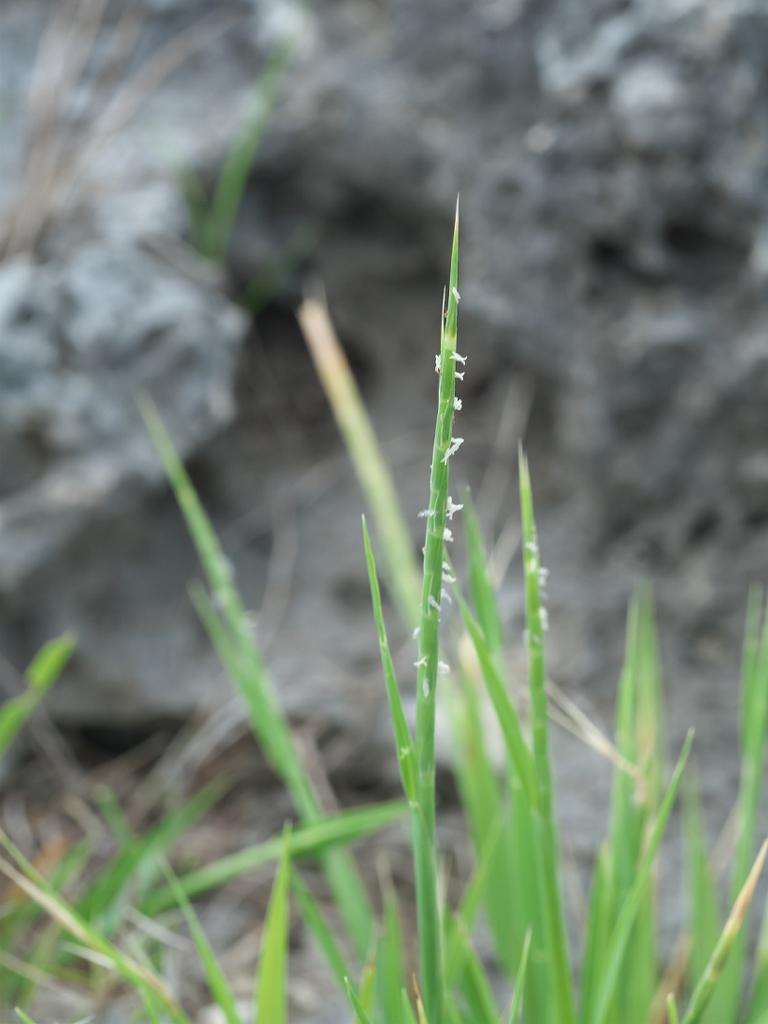
同、開花中の花序
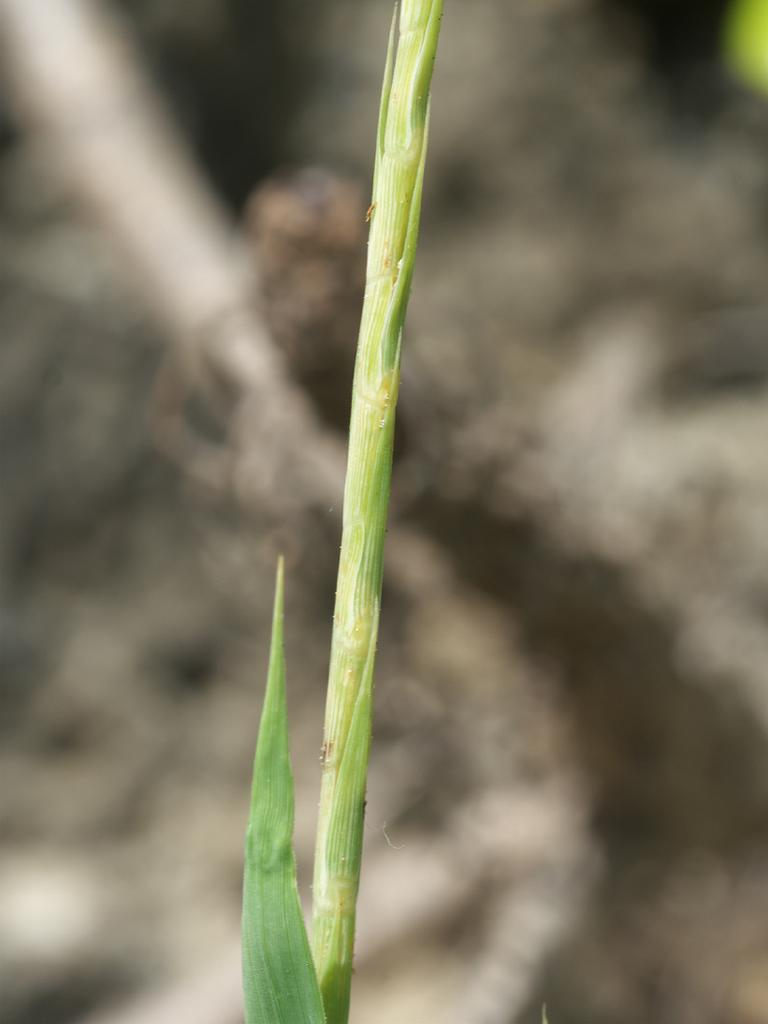
同、花序の拡大像

## 種と分布
8種が知られ、インド洋と太平洋沿岸に分布する。熱帯から暖帯域に分布する。

## 分類など
本属は、その小穂の構造にある程度の類似性が見られる点から以下のような属との関連を考えられてきた。
- Aegilops　ヤギムギ属
- Hordeum オオムギ属
- Nardus　オガルカヤ属
- Parapholis　スズメノナギナタ属
- Phalaris　クサヨシ属
- Rottboellia　ツノアイアシ属
- Hainardia　ハリノホ属
- Oropetium

しかしながら形態学的、解剖学的研究、および分子系統の解析結果から本属はハイシバ連 Leptureae を単独で構成し、これがヒゲシバ亜科 Chloridoideae に含まれることが明らかになった。この亜科の内部でギョウギシバ連 Cynodonteae に近縁なものであるとの判断や、ヒゲシバ連 Chloridinae の姉妹群を構成する、との判断なども出ている。
上記の属の中では形態的に極めて似ているのがハリノホ属で、これに含まれる唯一の種であるハリノホ H. cylindrica は本属のものとされたこともあるが、葉の解剖学的特徴などから類縁が近くないとの判断が出て、現在ではイチゴツナギ亜科に含まれるものとされている。

## 下位分類
以下のような種が知られる。その中でハイシバのみが日本に生育し、またこの種が本属の中で最も広い分布域を持つ代表的な種である。
- L. anadabolavensis
- L. androyensi
- L. boinensis
- L. calcareus
- L. copeanus
- L. geminatus
- L. humbertianus
- L. minutus
- L. nesiotes
- L. perrieri
- L. pulchellus
- L. radicans
- L. repens ハイシバ
- L. tenuis
- L. xerophilus